# Desmond N'Ze
Desmond N'Ze (født 17. april 1989) eller blot Desmond i Japan, er en nationaliseret italiensk professionel fodboldspiller. Han er født og opvokset i Ghana.

## Privat
N'Ze har tidligere arbejdet som personlig assistent for sin ven Mario Balotelli.